# Episodi di Hotel (quinta stagione)
La quinta e ultima stagione della serie televisiva Hotel, composta da 17 episodi, è stata trasmessa per la prima volta negli Stati Uniti dal 3 ottobre 1987 al 5 maggio 1988.
| nº | Titolo originale      | Titolo italiano | Prima TV USA     | Prima TV Italia |
| -- | --------------------- | --------------- | ---------------- | --------------- |
| 1  | Hail and Farewell     |                 | 3 ottobre 1987   |                 |
| 2  | Mixed Emotions        |                 | 10 ottobre 1987  |                 |
| 3  | Reservations          |                 | 24 ottobre 1987  |                 |
| 4  | And Baby Makes Two    |                 | 31 ottobre 1987  |                 |
| 5  | Born to Run           |                 | 7 novembre 1987  |                 |
| 6  | Desperate Moves       |                 | 14 novembre 1987 |                 |
| 7  | Revelations           |                 | 21 novembre 1987 |                 |
| 8  | Dark Horses           |                 | 28 novembre 1987 |                 |
| 9  | Fallen Angel          |                 | 5 dicembre 1987  |                 |
| 10 | Prized Possessions    |                 | 12 dicembre 1987 |                 |
| 11 | Comfort and Joy       |                 | 19 dicembre 1987 |                 |
| 12 | Double Take           |                 | 2 gennaio 1988   |                 |
| 13 | Till Death Do Us Part |                 | 9 gennaio 1988   |                 |
| 14 | Power Play            |                 | 10 marzo 1988    |                 |
| 15 | Contest of Wills      |                 | 17 marzo 1988    |                 |
| 16 | Grand Designs         |                 | 28 aprile 1988   |                 |
| 17 | Aftershocks           |                 | 5 maggio 1988    |                 |